# Захарівський
Захарівський (у розкладах також зустрічається назва Пост 159 км) — пасажирський зупинний пункт Харківської дирекції Південної залізниці, на лінії Берестин — Лозова між станціями Лозова (відстань — 17 км) та Орілька (8 км).
Розташований неподалік від села Захарівське Лозівського району Харківської області.
Станом на травень 2025 року щодоби 8 пар приміських електропоїздів здійснюють перевезення за маршрутом Полтава-Південна — Лозова.